# Максиміліан Францішек Оссолінський
Максиміліан Францішек Оссолінський (пол. Maksymilian Franciszek Ossoliński; бл. 1640 — 1703) — державний і військовий діяч Речі Посполитої.

## Життєпис
Походив з польського магнатського роду Оссолінських гербу Топор, старшої гілки. Молодший син Збігнева Оссолінського. воєводи підляського, відйого першої дружини барбари Івановської. Народився близько 1640 року. Здобув домашню освіту, якупотім продовжив в університетах за кордоном.
1669 року від Дорогочинської землі Підляського воєводства обирається на елекційний сейм, де підтримав кандидатуру Міхала Вишневецького. За цим призначається ловчим підляським.
1674 року від Дорогочинської землі обирається на елекційний сейм, де підтримав кандидатуру Яна Собеського. 1679 року після смерті батька успадкував маєтки Тарґовіська, частину ключа Рудкм з селами, Чарна, Мокобод та Возники. Того ж року стає дорогочинським старостою. Решту ключа Рудка він купив у брата Якуба. Корицини подарував йому вуйко Станіслав Івановський. З цього часу Рудка стає його резиденцією. 1687 року призначається серетарем великим королівським.
Помер 1703 року.

## Родина
Дружина — Теодора, донька Мацея Красовського з Лузоцець, підкоморія мельницького
Діти:
- Адам (помер дитиною)
- Міхал (д/н — 1723), підстолій підляський
- Казимир Александр (д/н — 1730), каштелян лівський
- Францішек Максиміліан (1676—1756), герцог і пер Франції
- Ян Станіслав (д/н — 1770), каштелян гостинський
- Єва, друцжина Томаш Антоній Гешов, підкоморій інфляндський